# 이성우 (축구 선수)
이성우(1992년 7월 11일 ~ )는 [말레이시아] [UKM FC]에서 뛰고있다.